# Коронник сивоголовий
Коронник сивоголовий (Myiothlypis leucoblephara) — вид горобцеподібних птахів родини піснярових (Parulidae). Мешкає в Південній Америці. Його довгий час відносили до роду Коронник (Basileuterus), однак за результатами молекулярно-філогенетичного дослідження сивоголовий коронник і низка інших видів були переведені до відновленого роду Myiothlypis

## Опис
Довжина птаха становить 14-15 см, вага 14-21 г. Довжина крила самця становить 6,3-6,5 см, довжина крила самиці 5,9-6,5 см. Голова сіра. на тімені темно-сіра смуга. Від дзьоба до шиї іде темно-сіра смуга, під дзьобм біле напівкільце. Верхня частина тіла оливково-зелена або оливково-коричнева, нижня частина тіла світло-сіра, гузка жовтувата.

## Підвиди
Виділяють два підвиди:
- M. l. leucoblephara (Vieillot, 1817) — південно-східна Бразилія, Парагвай, північно-східна Аргентина;
- M. l. lemurum (Olson, 1975) — південно-східна Бразилія, Уругвай.

## Поширення і екологія
Сивоголові коронники поширені в південно-східній Бразилії, Парагваї, Уругваї і північно-східній Аргентині. Вони живуть у вологих тропічних і субтропічних рівнинних лісах на висоті до 1600 м над рівнем моря.